# Páramos-Valles

Comarca de Páramos y Valles.

Páramos - Valles es una comarca no oficial de la Provincia de Palencia.

## Municipios
- Alar del Rey
- Ayuela
- Báscones de Ojeda
- Buenavista de Valdavia
- Bustillo de la Vega
- Bustillo del Páramo de Carrión
- Calahorra de Boedo
- Collazos de Boedo
- Congosto de Valdavia
- Dehesa de Romanos
- Fresno del Río
- Herrera de Pisuerga
- La Puebla de Valdavia
- La Serna
- Lagartos
- La Vid de Ojeda
- Ledigos
- Loma de Ucieza
- Mantinos
- Micieces de Ojeda
- Olea de Boedo
- Olmos de Ojeda
- Páramo de Boedo
- Payo de Ojeda
- Pedrosa de la Vega
- Pino del Río
- Poza de la Vega
- Prádanos de Ojeda
- Quintanilla de Onsoña
- Renedo de la Vega
- Revilla de Collazos
- Saldaña
- San Cristóbal de Boedo
- Santa Cruz de Boedo
- Santervás de la Vega
- Santibáñez de Ecla
- Sotobañado y Priorato
- Tabanera de Valdavia
- Valderrábano
- Villabasta de Valdavia
- Villaeles de Valdavia
- Villalba de Guardo
- Villaluenga de la Vega
- Villameriel
- Villanuño de Valdavia
- Villaprovedo
- Villarrabé
- Villasila de Valdavia
- Villota del Páramo

## Contexto geográfico
Situada al sur de la comarca de la Montaña Palentina y al norte de la comarca de Tierra de Campos, comprende alrededor de unos 50 municipios. Al no ser una comarca oficialmente establecida, no puede delimitarse con fiabilidad.
Puede considerarse subdividida en las subcomarcas de Vega-Valdavia y Boedo-Ojeda.